# Khu bảo tồn khảo cổ Genius Loci
Khu bảo tồn khảo cổ Genius Loci (tiếng Ba Lan: Rezerwat Archeologiczny Genius Loci) là một khu bảo tồn khảo cổ học tọa lạc tại số 3 phố Ignacego Posadzego, thành phố Poznań, tỉnh Wielkopolskie, Ba Lan. Khu bảo tồn là một chi nhánh của Bảo tàng Khảo cổ học Poznań. Hoạt động của khu bảo tồn tập trung vào việc trưng bày những kỷ vật có liên quan đến sự khởi đầu của nhà nước Ba Lan và thành phố Poznań.

## Triển lãm
Khu bảo tồn khảo cổ Genius Loci bắt đầu mở cửa cho công chúng vào ngày 30 tháng 6 năm 2012. Diện tích đất là 1.002 m². Khu vực triển lãm có diện tích 631 m², được xây dựng theo phong cách kiến trúc tân hiện đại. Chi phí xây dựng khoảng 9,7 triệu złoty.
Khu bảo tồn tổ chức cuộc triển lãm có tính tương tác với việc trang bị các ki-ốt đa phương tiện và máy chiếu ảnh ba chiều, nhằm giới thiệu cho khách tham quan những tòa nhà nguyên bản của đảo Ostrów Tumski được xây dựng vào thế kỷ thứ 10. Triển lãm bắt đầu với một phòng chiếu phim 3D, ở đây chiếu một bộ phim về sự khởi đầu của Poznań và các cuộc nghiên cứu khảo cổ học được thực hiện trong khu vực. Sau đó, khách tham quan đi đến các phòng được trang bị sàn kính, bên dưới sàn kính là thành lũy của lâu đài Poznań vào thế kỷ thứ 10.